# Ljung och Annelund
Ljung och Annelund est une localité de la commune de Herrljunga, dont elle est le centre administratif, dans le comté de Västra Götaland en Suède.
Sa population était de 1205 habitants en 2019.